# UH-301
UH-301 — лекарство и исследовательское вещество, широко применяемое в научных исследованиях. Оно работает как селективный «молчаливый» антагонист 5-HT1A серотониновых рецепторов. Оно структурно близко к 8-OH-DPAT. UH-301 дает у мышей поведенческие эффекты, сходные с эффектами, которые вызывают агонисты 5-HT2A-рецепторов. В свете этого оно используется для изучения того, каким образом активность 5-HT1A-рецепторов модулирует активность нисходящего от 5-HT2A-рецепторов эффекторного каскада.